# Doroteia Augusta de Eslésvico-Holsácia-Sonderburgo
Doroteia Augusta de Eslésvico-Holsácia-Sonderburgo (12 de setembro de 1636 - 5 de março de 1661) foi a primeira esposa do conde Jorge III de Hesse-Itter.

## Família
Doroteia Augusta era a filha mais velha do duque João Cristiano de Eslésvico-Holsácia-Sonderburgo e da condessa Ana de Oldemburgo-Delmenhorst. Os seus avós paternos eram o duque Alexandre de Eslésvico-Holsácia-Sonderburgo-Plön e a condessa Doroteia de Eschuarzburgo-Sondershausen. Os seus avós maternos eram o conde António II de Oldemburgo-Delmenhorst e a duquesa Sibila Isabel de Brunsvique-Luneburgo.

## Casamento
Doroteia Augusta casou-se com o conde Jorge III de Hesse-Itter no dia 5 de maio de 1661. Morreu pouco mais de um ano depois sem descendência.